# Troféu Kopa
O Troféu Kopa é um prêmio de futebol da associação concedido ao jogador de melhor desempenho com menos de 21 anos. É organizado pela France Football.
O prêmio leva o nome do ex-futebolista francês Raymond Kopa e o vencedor é escolhido pelos ex- vencedores da Bola de Ouro. Ao contrário do prémio Golden Boy , o Troféu Kopa, ainda que menos prestigioso, também está aberto a quem joga fora da Europa.

## Vencedores

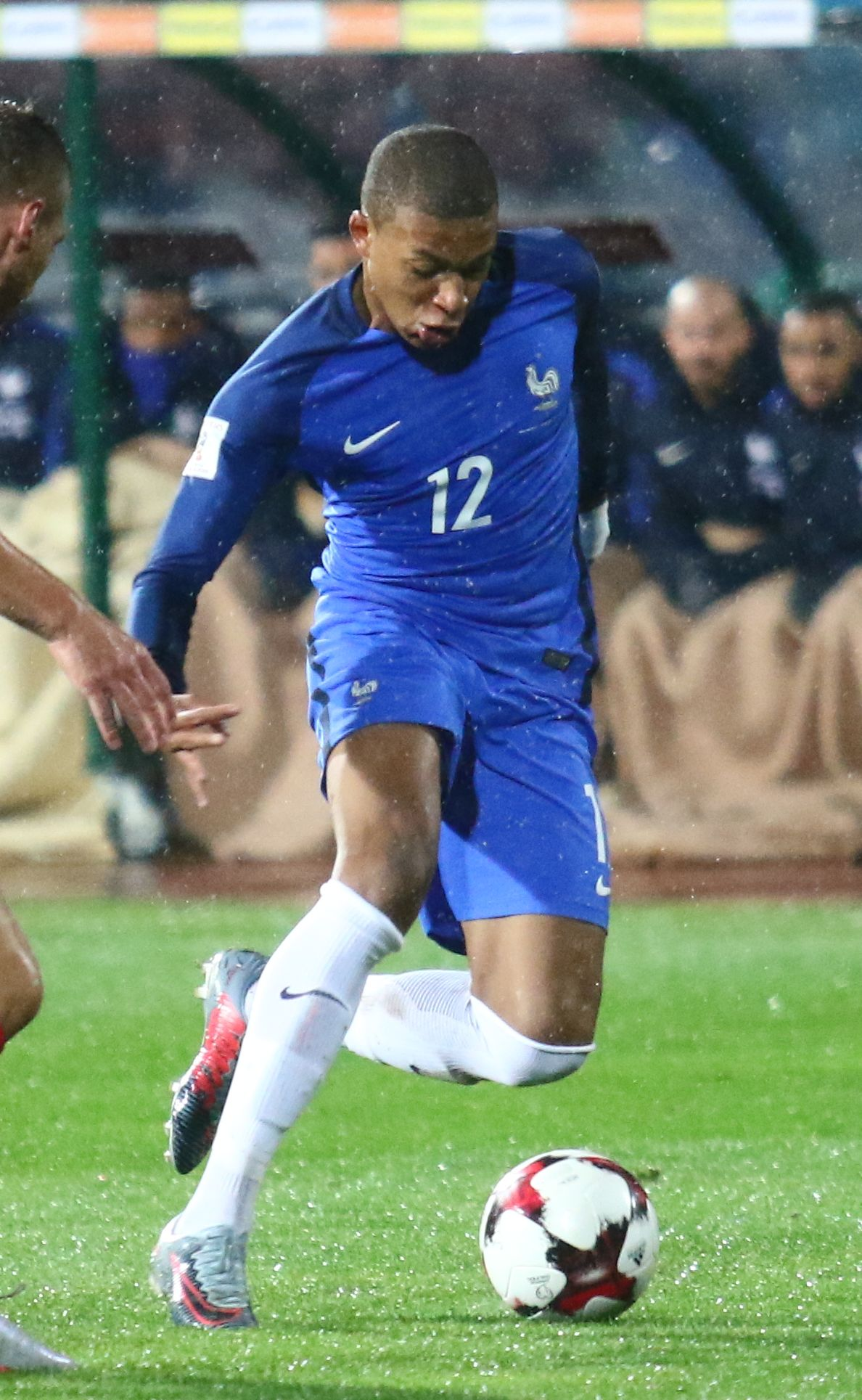
Kylian Mbappé, o primeiro vencedor do prêmio.

| Ano  | Rank                                        | Jogador                                     | Clube                                       | Pontos                                      |
| ---- | ------------------------------------------- | ------------------------------------------- | ------------------------------------------- | ------------------------------------------- |
| 2018 | 1st                                         | Kylian Mbappé                               | Paris Saint-Germain                         | 110                                         |
| 2018 | 2nd                                         | Christian Pulisic                           | Borussia Dortmund                           | 31                                          |
| 2018 | 3rd                                         | Justin Kluivert                             | Ajax Roma                                   | 18                                          |
|      |                                             |                                             |                                             |                                             |
| 2019 | 1st                                         | Matthijs de Ligt                            | Ajax Juventus                               | 58                                          |
| 2019 | 2nd                                         | Jadon Sancho                                | Borussia Dortmund                           | 49                                          |
| 2019 | 3rd                                         | João Félix                                  | Benfica Atlético Madrid                     | 41                                          |
|      |                                             |                                             |                                             |                                             |
| 2020 | Cancelado por conta da pandemia de COVID-19 | Cancelado por conta da pandemia de COVID-19 | Cancelado por conta da pandemia de COVID-19 | Cancelado por conta da pandemia de COVID-19 |
|      |                                             |                                             |                                             |                                             |
| 2021 | 1st                                         | Pedri                                       | Barcelona                                   | 89                                          |
| 2021 | 2nd                                         | Jude Bellingham                             | Borussia Dortmund                           | 39                                          |
| 2021 | 3rd                                         | Jamal Musiala                               | Bayern München                              | 38                                          |
|      |                                             |                                             |                                             |                                             |
| 2022 | 1st                                         | Gavi                                        | Barcelona                                   | 59                                          |
| 2022 | 2nd                                         | Eduardo Camavinga                           | Real Madrid                                 | 51                                          |
| 2022 | 3rd                                         | Jamal Musiala                               | Bayern München                              | 47                                          |
|      |                                             |                                             |                                             |                                             |
| 2023 | 1st                                         | Jude Bellingham                             | Borussia Dortmund Real Madrid               | 90                                          |
| 2023 | 2nd                                         | Jamal Musiala                               | Bayern München                              | 42                                          |
| 2023 | 3rd                                         | Pedri                                       | Barcelona                                   | 33                                          |
|      |                                             |                                             |                                             |                                             |
| 2024 | 1st                                         | Lamine Yamal                                | Barcelona                                   |                                             |
| 2024 | 2nd                                         | Arda Güler                                  | Real Madrid                                 |                                             |
| 2024 | 3rd                                         | Kobbie Mainoo                               | Manchester United                           |                                             |

### Vitórias por jogador
| Jogador           | Vencedor | Segundo colocado | Terceiro colocado |
| ----------------- | -------- | ---------------- | ----------------- |
| Jude Bellingham   | 1 (2023) | 1 (2021)         | –                 |
| Pedri             | 1 (2021) | –                | 1 (2023)          |
| Kylian Mbappé     | 1 (2018) | –                | –                 |
| Matthijs de Ligt  | 1 (2019) | –                | –                 |
| Gavi              | 1 (2022) | –                | –                 |
| Lamine Yamal      | 1 (2024) | –                | –                 |
| Jamal Musiala     | –        | 1 (2023)         | 2 (2021, 2022)    |
| Christian Pulisic | –        | 1 (2018)         | –                 |
| Jadon Sancho      | –        | 1 (2019)         | –                 |
| Eduardo Camavinga | –        | 1 (2022)         | –                 |
| Arda Güler        | –        | 1 (2024)         | –                 |
| Justin Kluivert   | –        | –                | 1 (2018)          |
| João Félix        | –        | –                | 1 (2019)          |
| Kobbie Mainoo     | –        | –                | 1 (2024)          |

### Vitórias por país
| País       | Jogadores | Vitórias |
| ---------- | --------- | -------- |
| Espanha    | 3         | 3        |
| França     | 1         | 1        |
| Holanda    | 1         | 1        |
| Inglaterra | 1         | 1        |

### Vitórias por clube
| Clube               | Jogadores | Vitórias |
| ------------------- | --------- | -------- |
| Barcelona           | 3         | 3        |
| Paris Saint-Germain | 1         | 1        |
| Juventus            | 1         | 1        |
| Real Madrid         | 1         | 1        |